# 1958年中国大陆
| 中国历史 / 中国历史年表 |
| 世紀： 19世纪中国 / 20世纪中国 / 21世纪中国 |
| 年代： 1920年代中国 / 1930年代中国 / 1940年代中国 / 1950年代中国大陆 / 1960年代中国大陆 / 1970年代中国大陆 / 1980年代中国大陆                                 |
| 年份： 1954年中国大陆 / 1955年中国大陆 / 1956年中国大陆 / 1957年中国大陆 / 1958年中国大陆 / 1959年中国大陆 / 1960年中国大陆 / 1961年中国大陆 / 1962年中国大陆 |
| 纪年： 戊戌年（狗年）、中华人民共和国成立9周年 |

本条目介绍1958年在中国大陆发生的事件。

## 领导人
- 中共中央主席：毛泽东
- 国家主席：毛泽东
- 国务院总理：周恩来
- 全国人大常委会委员长：刘少奇
- 国家副主席：朱德

## 事件

### 2月
- 2月11日——陈毅取代周恩来成为外交部部长。

### 5月
- 5月23日——中共中央主席毛泽东开始提出“大跃进”的设想。

### 8月
- 8月23日——中国内战：第二次台湾海峡危机爆发，中国人民解放军开始炮击金门。

### 10月
- 由于“大跃进”违章作业、加班加点和设备带病运转，生产秩序混乱，设备事故和人身伤亡事故不断发生，中共中央发出《关于认真做好劳动保护工作的通知》。

### 11月
- 11月2日至11月10日——毛澤東在鄭州召集部分中央領導人、大區負責人和部分省、市委書記開會，開始冷靜思考建設問題，建議認真閲讀斯大林《蘇聯社會主義經濟問題》和《馬恩列斯論共產主義社會》兩書[1]:25。
- 11月13日——杭州钢铁厂合金钢车间正在建造的8间屋架全部倒塌，死亡18人，伤19人。正在平湖调研的陈云赶到杭州钢铁厂事故现场，向陪同的劳动部副部长毛齐华、浙江省副省长吴宪和杭钢党委的负责人详细了解。
- 11月下旬——毛澤東召集部分中央領導人和省市自治區黨委第一書記，在武昌召開中共中央政治局擴大會議：「我們在這一次唱個低調，把空氣壓縮一下，變成固體空氣。先少搞一點如果行，還有餘力，情況順利，再加一點。胡琴不要拉得太緊，拉得太緊，就有斷弦的危險。這有點潑冷水的味道，右傾機會主義了。」[1]:26

## 逝世
- 3月9日 – 程硯秋，中国京剧四大名旦程派创始人（生于1904年）